# Síntesis de procedimientos de operación
La síntesis de procedimientos de operación (SPO) es el problema de encontrar una secuencia de operaciones que transformen una planta de proceso de un estado inicial a un estado meta, a través de una serie de estados intermedios. Cualquier solución factible debe satisfacer un conjunto de restricciones tales como restricciones de proceso (por ejemplo, restricciones para evitar la descomposición del catalizador), restricciones de seguridad y restricciones mecánicas. La síntesis de procedimientos de operación se puede ver como un caso especial de la teoría de control óptimo.
En SPO, una solución factible es aquella que llega al estado meta sin violar ninguna restricción. Las restricciones incluyen las impuestas por la química del proceso, los requisitos de calidad del producto, las restricciones del proceso (por ejemplo, las relacionadas con la descomposición del catalizador), las restricciones de seguridad (por ejemplo restricciones de inflamabilidad, explosividad y toxicidad) y las restricciones mecánicas (v.gr. esfuerzos mecánicos).
Una aplicación de SPO se presenta en la generación de secuencias de operación para el arranque y paro de plantas. El arranque se logra con una secuencia de operaciones que permiten llevar a la planta a su estado de producción. En el caso del paro, la secuencia de operaciones lleva a la planta de su estado de operación a un estado no-operativo para mantenimiento o reparaciones. Un ejemplo se presenta en la fabricación de ácido acrílico cuando se desea parar el reactor que normalmente contiene una mezcla de aire y propileno. Para operar el reactor de manera segura se inyecta vapor, con el que se logra alejar la mezcla de los límites de inflamabilidad. La secuencia de arranque o paro se logra operando las válvulas de propileno, aire y vapor, de forma tal que durante toda trayectoria del estado inicial al final, los estados intermedios no crucen por la región de inflamabilidad.

## Formulación matemática
La siguiente es una formulación genérica de un problema OPS:
{\displaystyle \min A\left\Vert {\textbf {x}}_{f}-{\textbf {x}}(t_{f})\right\Vert +B\int \limits _{t_{0}}^{t_{f}}F\,[\,{\textbf {x}}(t),{\textbf {u}}(t)\,]\,\operatorname {d} t}
sujeto a:
el modelo dinámico de proceso
{\displaystyle {\dot {\textbf {x}}}(t)={\textbf {f}}\,[\,{\textbf {x}}(t),{\textbf {u}}(t),t\,],}
la condición inicial
{\displaystyle {\textbf {x}}(t_{0})={\textbf {x}}_{0},}
las restricciones de trayectoria
{\displaystyle {\textbf {g}}\,[\,{\textbf {x}}(t)\,]\leq {\textbf {0}},}
donde
{\displaystyle }
{\displaystyle {\textbf {x}}(t)} representa el estado del proceso a lo largo del tiempo; {\displaystyle {\textbf {x}}_{0}} and {\displaystyle {\textbf {x}}_{f}} corresponden al estado inicial y al estado meta; {\displaystyle {\textbf {u}}(t)} es una operación realizada en el tiempo {\displaystyle t}; {\displaystyle {\dot {\textbf {x}}}(t)} son un conjunto de ecuaciones diferenciales algebraicas que describen el comportamiento del proceso; {\displaystyle {\textbf {g}}} es un vector de desigualdades que representan restricciones de proceso, de seguridad, mecánicas u otras.

## Historia
El primer trabajo sobre síntesis de procedimientos operativos fue publicado por Roberto Rivas y Dale F. Rudd en 1974, cuyo método se basa en el General Problem Solver.
Posteriormente, Fusillo y Powers en 1987 implantaron un método de planificación automática en el que el problema se establece como un grafo de espacio-estado en donde se usan operaciones para ir de un estado a otro. En su trabajo, un estado se define como un vector que incluye valores cualitativos de variables de proceso (v.gr. temperatura, presión) con posiciones de actuadores de válvulas e interruptores de bombas.
Soutter y Chung (1995) describen el planificador de ingeniería química (CEP), que usa un algoritmo no lineal de orden parcial. En CEP, los objetivos se descomponen en objetivos intermedios por medio de un motor de inferencia que utiliza el encadenamiento hacia atrás (inducción hacia atrás). Este planificador también modela información de la planta. CEP se basa en restricciones que representan situaciones que deben evitarse, como aquellas que impiden operar un intercambiador de calor antes de arrancar una bomba que crea un flujo a través del intercambiador.
El uso de modelos dinámicos de proceso se reporta por primera vez en el trabajo de Galán y Barton (1997) en el que proponen un esquema de optimización dinámica entera mixta con variables discretas para un sistema de mezclado de gases con restricciones de inflamabilidad. 